# Chiesa di Santa Maria Assunta (Bellinzona)
La chiesa monastica di Santa Maria Assunta è un edificio religioso che si trova a Bellinzona (località Claro), in Canton Ticino.

## Storia
Eretta nel XII secolo, venne ampliata verso ovest nel 1684.

## Descrizione
La chiesa ha una pianta ad unica navata sormontata da una volta a botte lunettata. L'interno è ornato da affreschi del XV secolo.